# Nicolaas Baur
Pour les articles homonymes, voir Baur.
Nicolaas Baur, né le 12 septembre 1767 à Harlingen et mort dans la même ville le 28 mars 1820, est un peintre hollandais, connu notamment pour ses marines.

## Biographie
Baur est le fils du marchand d'art et portraitiste Henricus Antonius Baur (1736-1817) ; il apprend le métier de peintre auprès de son père, mais sans choisir le genre du portrait. Il travaille d'abord comme peintre de papiers peints et réalise des décorations, entre autres, pour la mairie de Harlingen. Il évolue et se spécialise dans les scènes d'hiver, les paysages au clair de lune, et surtout les paysages marins avec des navires, dans le style réaliste des peintres marins hollandais du XVIIIe siècle : c'est l'un des peintres de marine les plus renommés des Pays-Bas à son époque avec Martinus Schouman. Lors de la première exposition des maîtres vivants, organisée en 1808 à l'instigation du roi de Hollande, Louis Bonaparte, à la Kleine Krijgsraadzaal du palais royal d'Amsterdam, Baur remporte un prix de trois mille florins et sa toile est acquise par le roi lui-même.
En 1809, il est élu correspondant de l'Institut royal, précurseur de l'Académie royale néerlandaise des arts et des sciences.
L'une des œuvres les plus connues de Baur est son tableau : Concours de patinage pour femmes sur le Stadsgracht à Leeuwarden le 21 janvier 1809 (Schaatswedstrijd voor vrouwen op de Stadsgracht in Leeuwarden 21 januari), peint en 1810, exposé au Rijksmuseum Amsterdam. 
Baur meurt en 1820 à l'âge de 52 ans. 

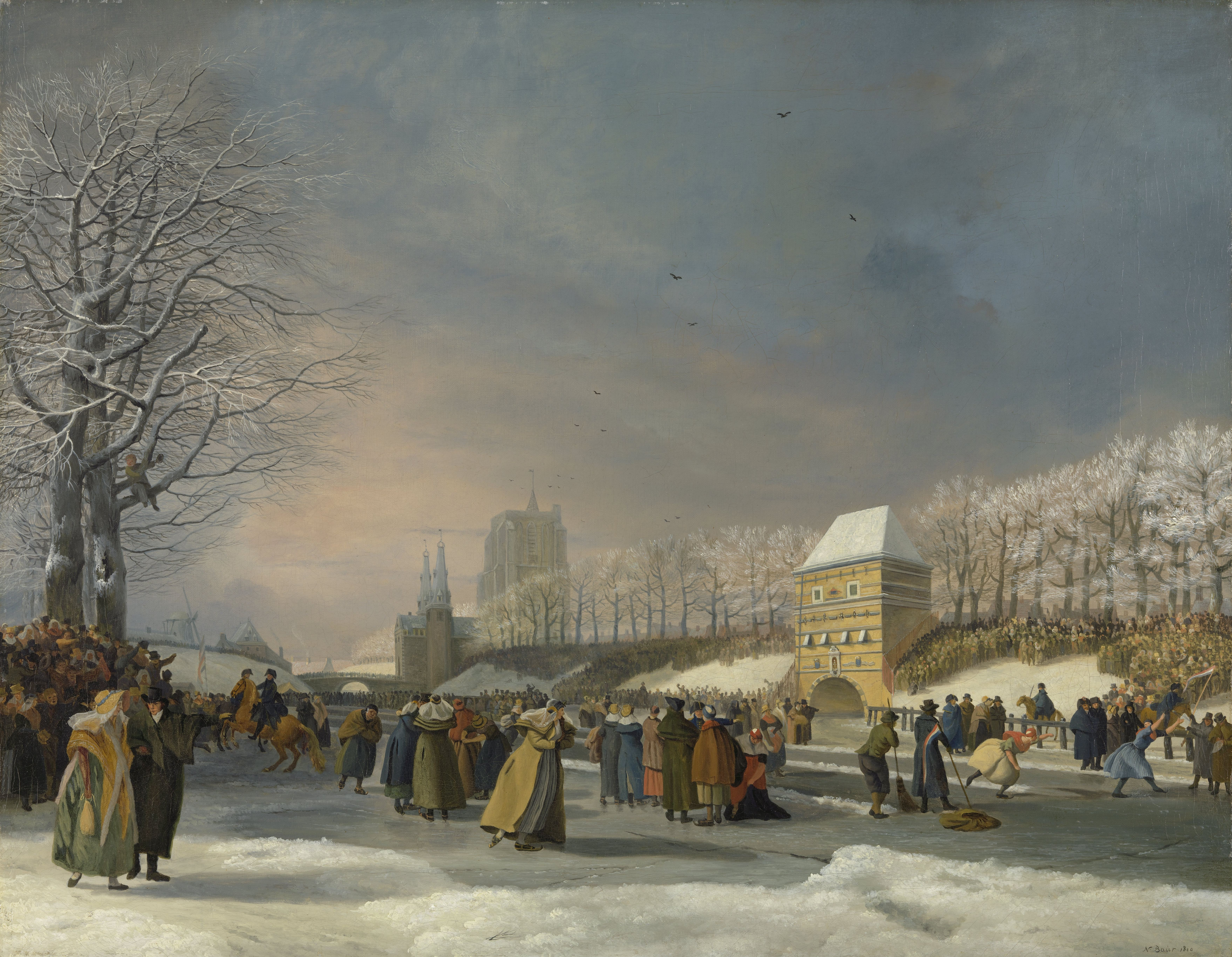
Concours de patinage pour femmes sur le Stadsgracht à Leeuwarden le 21 janvier 1809, 1810, Amsterdam, Rijksmuseum.
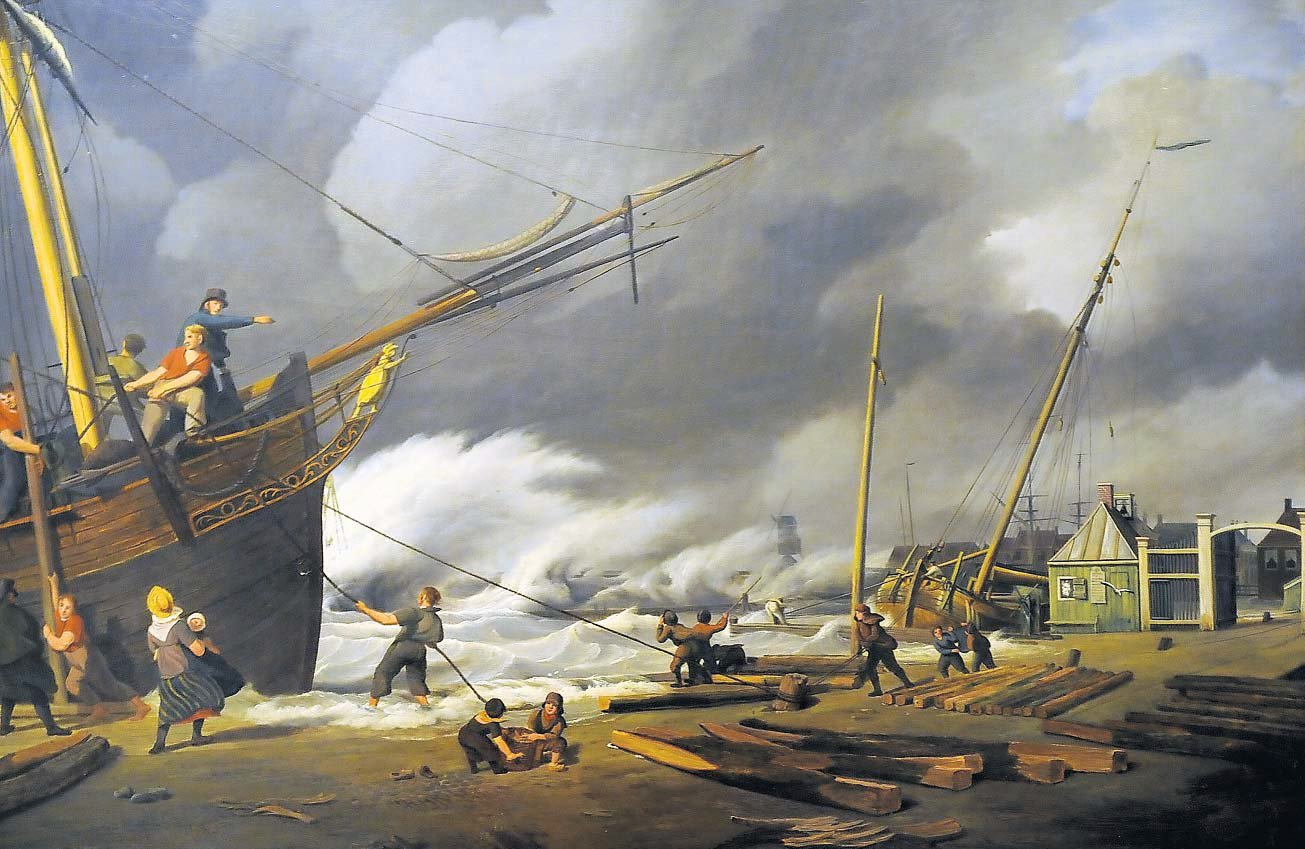
Navires par temps orageux dans le Buitenhaven à Harlingen, vers 1811, Harlingen, Museum Het Hannemahuis.
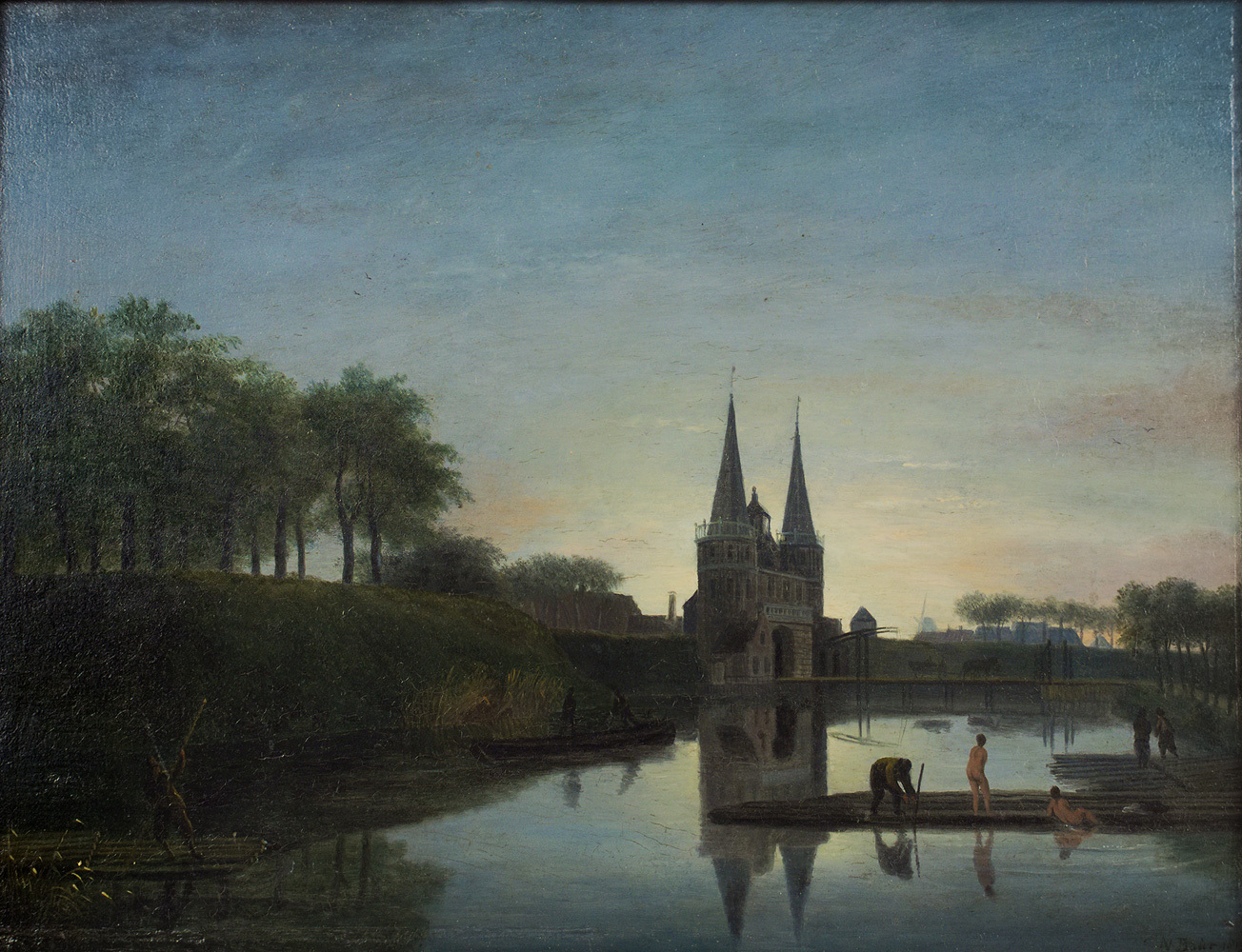
La porte Franeker à Harlingen, 1813, Harlingen, Museum Het Hannemahuis.
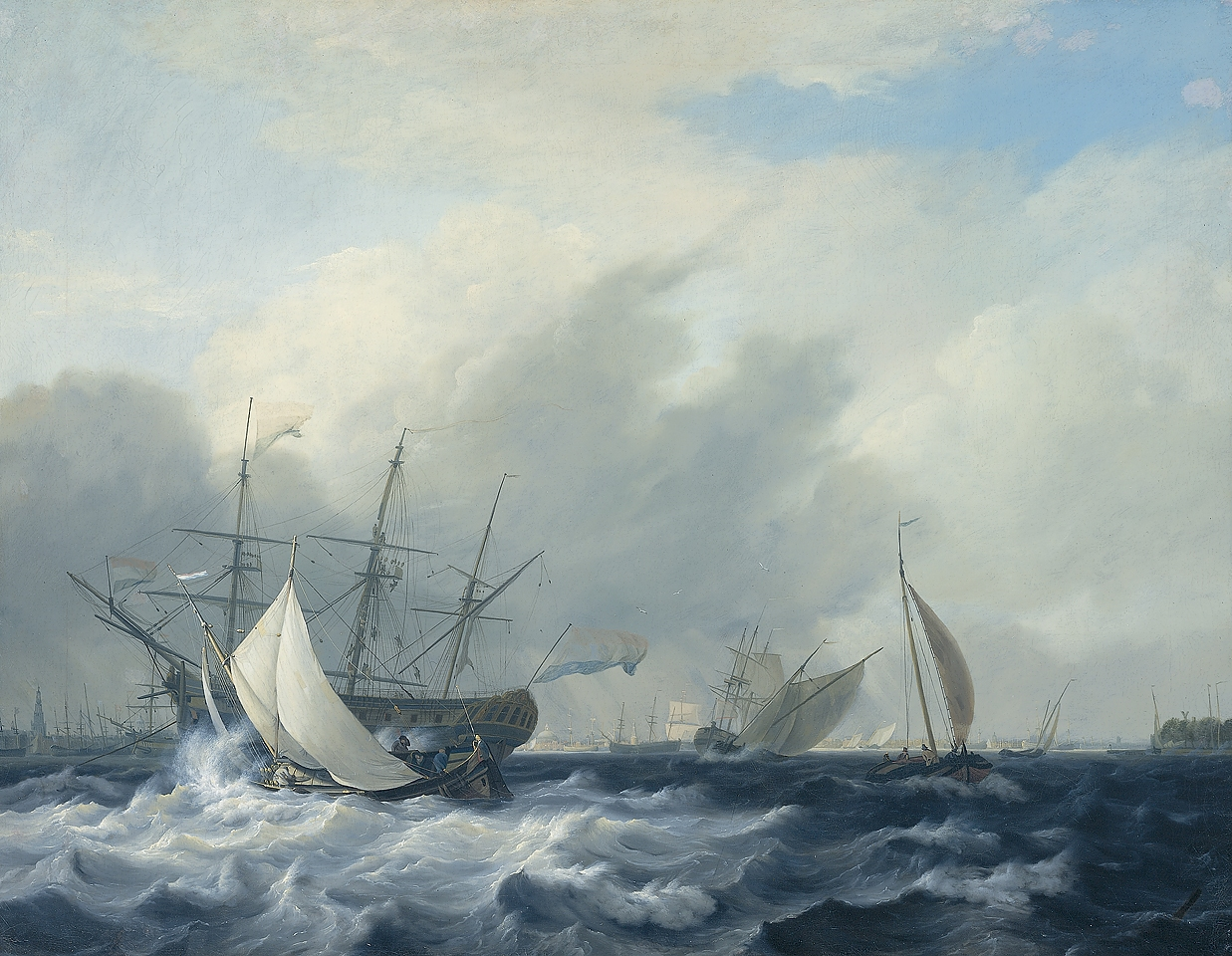
Le navire de guerre Amsterdam sur l'IJ en face d'Amsterdam, 1807, Amsterdam, Rijksmuseum.
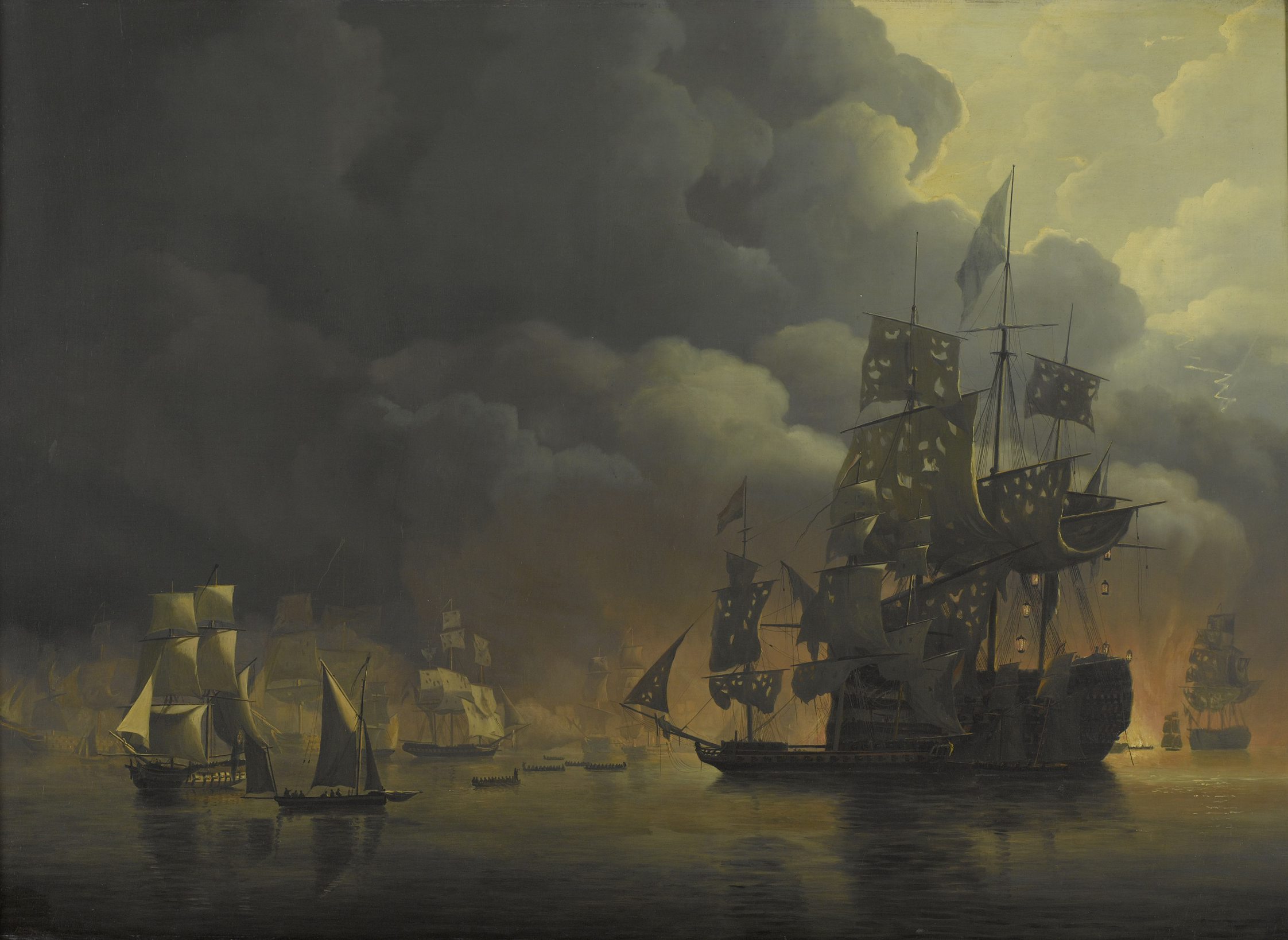
La flotte anglo-néerlandaise commandée par Lord Exmouth et le vice-amiral Jonkheer Theodorus Frederik van Capellen abat les fortifications algériennes, 27 août 1816, 1818, Amsterdam, Rijksmuseum.